# Bahnstrecke Görlitz–Seidenberg
| |                                                                                |                                                  |                                                  |
| Streckennummer (DB): | 6590 Görlitz–Hagenwerder                                                       |                                                  |                                                  |
| Streckennummer: | 290 km 219,98–Wilka 1 780 Wilka 1–Wilka 2 344 (Wilka–)Wilka 2–Zawidów(–Grenze) |                                                  |                                                  |
| Kursbuchstrecke (DB): | 220                                                                            |                                                  |                                                  |
| Spurweite: | 1435 mm (Normalspur)                                                           |                                                  |                                                  |
| Maximale Neigung: | 15,87 ‰                                                                        |                                                  |                                                  |
| |                                                                                |                                                  |                                                  |
| \| \| \| von Berlin Görlitzer Bf \| \| \| \| \| von Dresden-Neustadt \| \| \| \| 207,920 \| Görlitz (Berlin Görlitzer Bf km 0) \| 221 m \| \| \| \| nach Węgliniec \| \| \| \| \| Görlitz–Węgliniec \| \| \| \| 210,50 \| Görlitz Vorstadt (bis 1910) \| Görlitz Vorstadt (bis 1910) \| \| \| 210,760 \| Görlitz-Weinhübel früher Leschwitz-Posottendorf \| 206 m \| \| \| \| (Neutrassierung 1985) \| \| \| \| 214,010 \| Deutsch-Ossig (bis 1985) \| 192 m \| \| \| 214,90 \| Deutsch-Ossig (1985–1998) \| 200 m \| \| \| \| \| \| \| \| 217,423 \| Hagenwerder früher Nikrisch \| 195 m \| \| \| \| nach Zittau \| \| \| \| \| Lausitzer Neiße (Staatsgrenze Deutschland–Polen) \| \| \| \| 219,980 \| von Bogatynia \| von Bogatynia \| \| \| 221,910 \| Abzw Wilka 1 \| 228 m \| \| \| \| nach Mikułowa \| \| \| \| 222,980 \| Abzw Wilka 2 \| 226 m \| \| \| 224,80 \| Zawidów früher Seidenberg \| 214 m \| \| \| 226,950 \| Staatsgrenze Polen–Tschechien \| Staatsgrenze Polen–Tschechien \| \| \| \| nach Pardubice (vorm. SNDVB) \| \| |                                                                                |                                                  |                                                  |
| Strecke |                                                                                | von Berlin Görlitzer Bf                          | von Berlin Görlitzer Bf                          |
| Abzweig geradeaus und von rechts |                                                                                | von Dresden-Neustadt                             | von Dresden-Neustadt                             |
| Bahnhof | 207,920                                                                        | Görlitz (Berlin Görlitzer Bf km 0)               | 221 m                                            |
| Abzweig geradeaus und nach rechts |                                                                                | nach Węgliniec                                   | nach Węgliniec                                   |
| Kreuzung geradeaus unten |                                                                                | Görlitz–Węgliniec                                | Görlitz–Węgliniec                                |
| ehemaliger Dienststation / Betriebs- oder Güterbahnhof | 210,50                                                                         | Görlitz Vorstadt (bis 1910)                      | Görlitz Vorstadt (bis 1910)                      |
| Haltepunkt / Haltestelle | 210,760                                                                        | Görlitz-Weinhübel früher Leschwitz-Posottendorf  | 206 m                                            |
| Abzweig ehemals geradeaus und nach links · Strecke von rechts |                                                                                | (Neutrassierung 1985)                            | (Neutrassierung 1985)                            |
| Haltepunkt / Haltestelle (Strecke außer Betrieb) · Strecke | 214,010                                                                        | Deutsch-Ossig (bis 1985)                         | 192 m                                            |
| Strecke (außer Betrieb) · ehemaliger Haltepunkt / Haltestelle | 214,90                                                                         | Deutsch-Ossig (1985–1998)                        | 200 m                                            |
| Abzweig ehemals geradeaus und von links · Strecke nach rechts |                                                                                |                                                  |                                                  |
| Bahnhof | 217,423                                                                        | Hagenwerder früher Nikrisch                      | 195 m                                            |
| Abzweig ehemals geradeaus und nach rechts |                                                                                | nach Zittau                                      | nach Zittau                                      |
| Grenze auf Brücke über Wasserlauf (Strecke außer Betrieb) |                                                                                | Lausitzer Neiße (Staatsgrenze Deutschland–Polen) | Lausitzer Neiße (Staatsgrenze Deutschland–Polen) |
| Abzweig ehemals geradeaus und von rechts | 219,980                                                                        | von Bogatynia                                    | von Bogatynia                                    |
| Blockstelle | 221,910                                                                        | Abzw Wilka 1                                     | 228 m                                            |
| Abzweig geradeaus, nach links und von links |                                                                                | nach Mikułowa                                    | nach Mikułowa                                    |
| Blockstelle | 222,980                                                                        | Abzw Wilka 2                                     | 226 m                                            |
| Bahnhof | 224,80                                                                         | Zawidów früher Seidenberg                        | 214 m                                            |
| Grenze | 226,950                                                                        | Staatsgrenze Polen–Tschechien                    | Staatsgrenze Polen–Tschechien                    |
| Strecke |                                                                                | nach Pardubice (vorm. SNDVB)                     | nach Pardubice (vorm. SNDVB)                     |

Die Bahnstrecke Görlitz–Seidenberg war eine Hauptbahn in Preußen, die unter Umgehung sächsischen Staatsgebietes als Teilstück einer Fernverbindung zwischen Berlin und Wien erbaut wurde. Nach dem Zweiten Weltkrieg verblieb der östlich der Lausitzer Neiße gelegene Abschnitt in Polen und kam zu den Polnischen Staatsbahnen (PKP). In Betrieb sind heute nur noch die Teilabschnitte Görlitz–Hagenwerder und Abzw. Wilka–Zawidów.

## Geschichte
Die Berlin-Görlitzer Eisenbahngesellschaft eröffnete die Verbindung Görlitz–Seidenberg am 1. Juni 1875, am 15. Oktober folgte die in Nikrisch (seit 1936 Hagenwerder) abzweigende Strecke nach Zittau. Zur Strecke gehörte auch der Abschnitt von Seidenberg zur etwa zwei Kilometer entfernten österreichischen Staatsgrenze. Der Abschnitt von Seidenberg zur Grenze wurde an die österreichische k.k. priv. Süd-Norddeutsche Verbindungsbahn (SNDVB) verpachtet. Grenzbahnhof war der Bahnhof Seidenberg, wo sowohl die Lokomotivwechsel als auch Pass- und Zollkontrollen stattfanden.
In den Folgejahren war die Strecke eine wichtige Verbindung im grenzüberschreitenden Nord-Südverkehr zwischen Preußen und Österreich. Wegen der schwierigen Topografie der österreichischen Anschlussstrecke blieben die Verkehrsleistungen allerdings hinter den Erwartungen zurück. Durchgängige Schnellzüge zwischen Berlin und Wien wurden etwa über die längeren, aber topografisch günstiger gelegenen Strecken im Elbtal oder in Oberschlesien (Mährische Pforte) geleitet.

### Nach dem Zweiten Weltkrieg

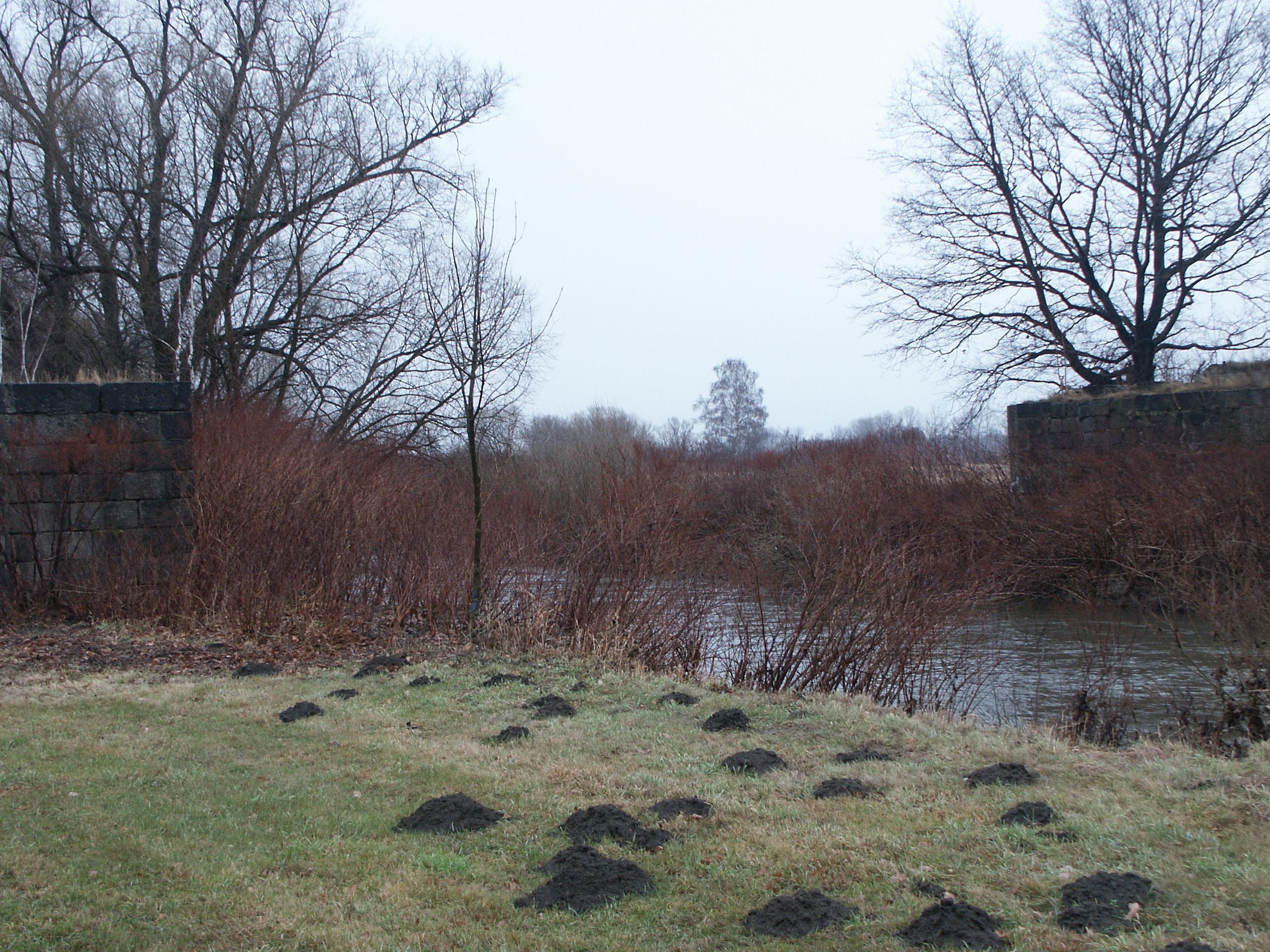
Widerlager der Neißebrücke (2007)

Nach Ende des Zweiten Weltkriegs wurde die Strecke durch die Oder-Neiße-Grenze geteilt, der Abschnitt östlich der Neiße kam zu Polen. Bald nach 1945 wurden beiderseits der Lausitzer Neiße die Gleise abgebrochen. Nördlich des Ortes Radomierzyce erinnert noch der alte Bahndamm an die Verbindung über die Neiße. Auch Reste der Neißebrücke sind noch erhalten.
Der nunmehr polnische Bahnhof Zawidów (ehemals Seidenberg) besaß zunächst keine direkte Anbindung an das übrige polnische Eisenbahnnetz. 1948 wurde darum die ehemalige Kleinbahn Schönberg–Nikolausdorf (Sulików–Mikułowa) nach Zawidów verlängert. Eröffnet wurde die Neubaustrecke am 3. Oktober 1948. Am 19. Mai 1949 ging eine neue Verbindung zur Neißetalbahn in Richtung Süden in Betrieb, um einen durchgängigen Zugverkehr zum im Aufbau befindlichen Kraftwerk Turów in Turoszów und ab 1960 weiter nach Bogatynia zu ermöglichen. Diese nutzt auf etwa zwei Kilometer Länge vom Abzweig Wilka 1 bis östlich von Radomiercze die alte Strecke. Auch der Abschnitt von Zawidów nach Wilka 1 blieb in Betrieb, so dass Zawidów auch in Richtung Turoszów angebunden ist. Die grenzüberschreitende Verbindung über Zawidow in die Tschechoslowakei wird seitdem nur für den Güterverkehr genutzt, der Reisezugverkehr wurde nicht wieder aufgenommen.
Der in Deutschland verbliebene Abschnitt Görlitz–Hagenwerder wurde am 1. November 1948 zur Nebenbahn abgestuft. Im Jahr 1985 wurde der Abschnitt zwischen Görlitz-Weinhübel und Hagenwerder im Zuge der Erweiterung des Braunkohletagebaus Berzdorf neu trassiert.
Am 3. April 2000 wurde der Reisezugverkehr der PKP zwischen Mikułowa und Bogatynia eingestellt. Güterverkehr zwischen Mikułowa und Turoszów bzw. Tschechien findet nach wie vor statt.

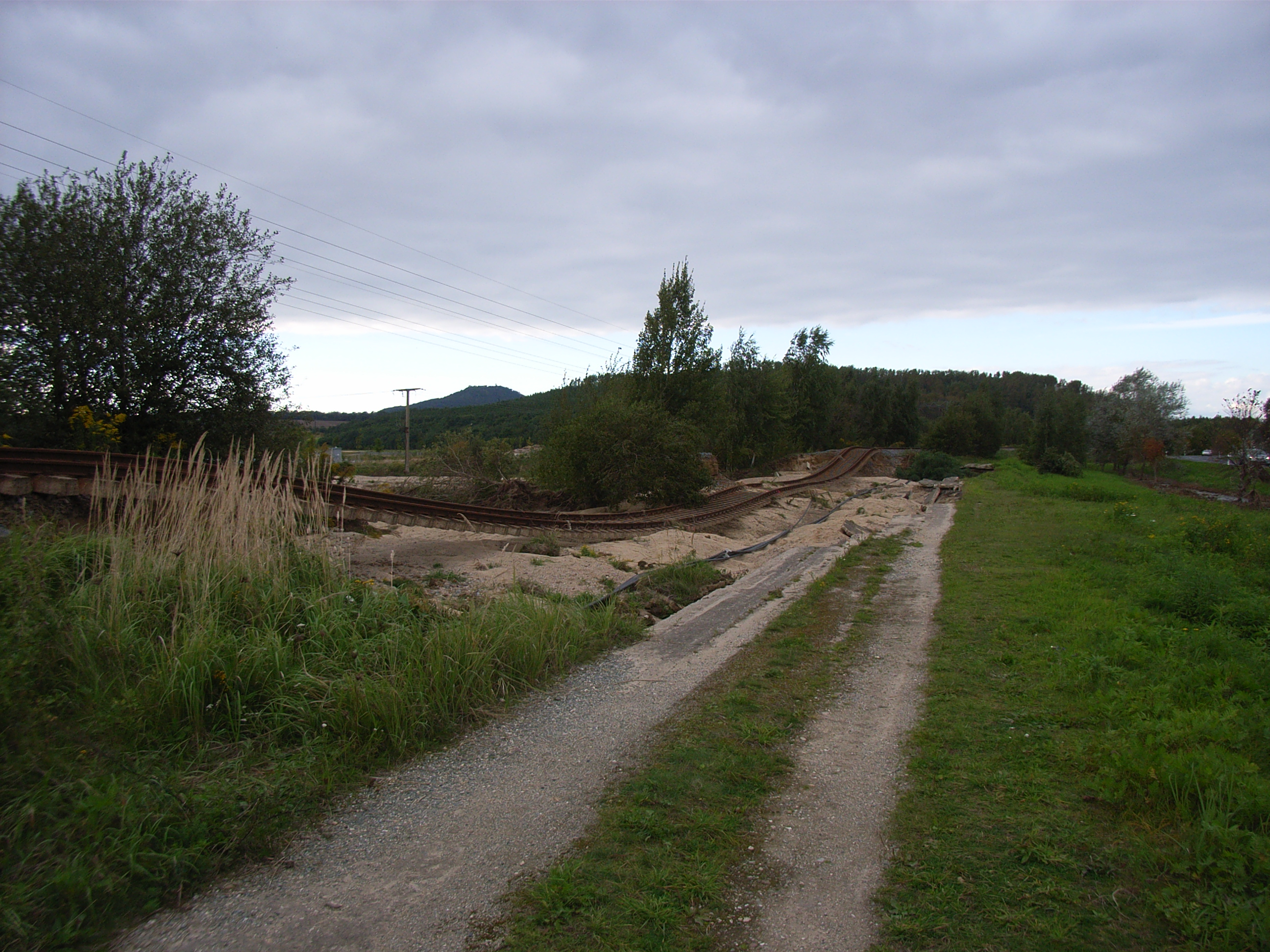
Unterspültes Gleis nach dem Augusthochwasser 2010 zwischen Weinhübel und Hagenwerder am Streckenkilometer 213,8

Während des Neiße-Hochwassers am 7./8. August 2010 wurde die Strecke an mehreren Stellen überflutet. Bei Deutsch-Ossig und Hagenwerder wurde abschnittsweise der Bahndamm unterspült. Nachdem deswegen der Bahnverkehr vorübergehend eingestellt worden war, konnte er am 1. April 2011 auf der gesamten Neißetalbahn Zittau–Görlitz nach erfolgter Reparatur wieder aufgenommen werden.

## Verlauf
Die Strecke führt in Richtung Osten noch nördlich der Gleise in Richtung Neißeviadukt aus dem Bahnhof Görlitz heraus und schwenkt vor dem Neißetal in einem weiten Bogen nach Südwesten. Dabei unterquert sie durch den 76 Meter langen Blockhaustunnel die Bahnstrecke nach Polen. Die am Südportal des Blockhaustunnels herausführende Strecke verläuft ein Stück entlang des Neißetalhanges und vorbei an der Landskronbrauerei. Durch einen tiefen Einschnitt in den Weinberg führt die Strecke weiter in Richtung des Bahnhofs Weinhübel mit seinen einst zahlreichen Gewerbegleisanschlüssen unter anderem zum Kühlhaus westlich der Strecke. Ab Weinhübel biegt die Bahnstrecke in Richtung Süden und umführt die Abraumhalden nördlich des Berzdorfer Sees in einer langgestreckten S-Kurve. Die ehemalige geradlinige Streckenführung dient teilweise der neuen Erschließungsstraße für den Nordstrand des Sees. Entlang der Ufer des Berzdofer Sees verläuft sie parallel zur Bundesstraße 99 vorbei am ehemaligen Haltepunkt Deutsch Ossig bis zum Bahnhof Hagenwerder. Die einst ausgedehnten Gleisanlagen mit Abtauhalle für Kohlezüge sind deutlich geschrumpft. Südlich des Bahnhofs zweigt die Neißetalbahn nach Zittau ab. Die Strecke nach Seidenberg verlief von der Südausfahrt Hagenwerders vorbei am Lokschuppen über die Pließnitz hinweg in Richtung Osten. Der einstige Bahndamm wird heute südlich der Pließnitz noch als Straße genutzt. Über eine Eisenbahnbrücke überquerte sie die Lausitzer Neiße in Richtung Radmeritz (seit 1945 polnisch Radomierzyce). Östlich von Radmeritz schwenkt die Strecke in einem weiten Bogen zurück in Richtung Süden bis zum Bahnhof Seidenberg (seit 1945 polnisch Zawidów).
Gemäß Maßnahmenpaket der Bundesregierung ist der Abschnitt Görlitz–Hagenwerder im Zuge der Verbindung Görlitz–Zittau zur Elektrifizierung vorgesehen.